# Nikolaus von Sparr

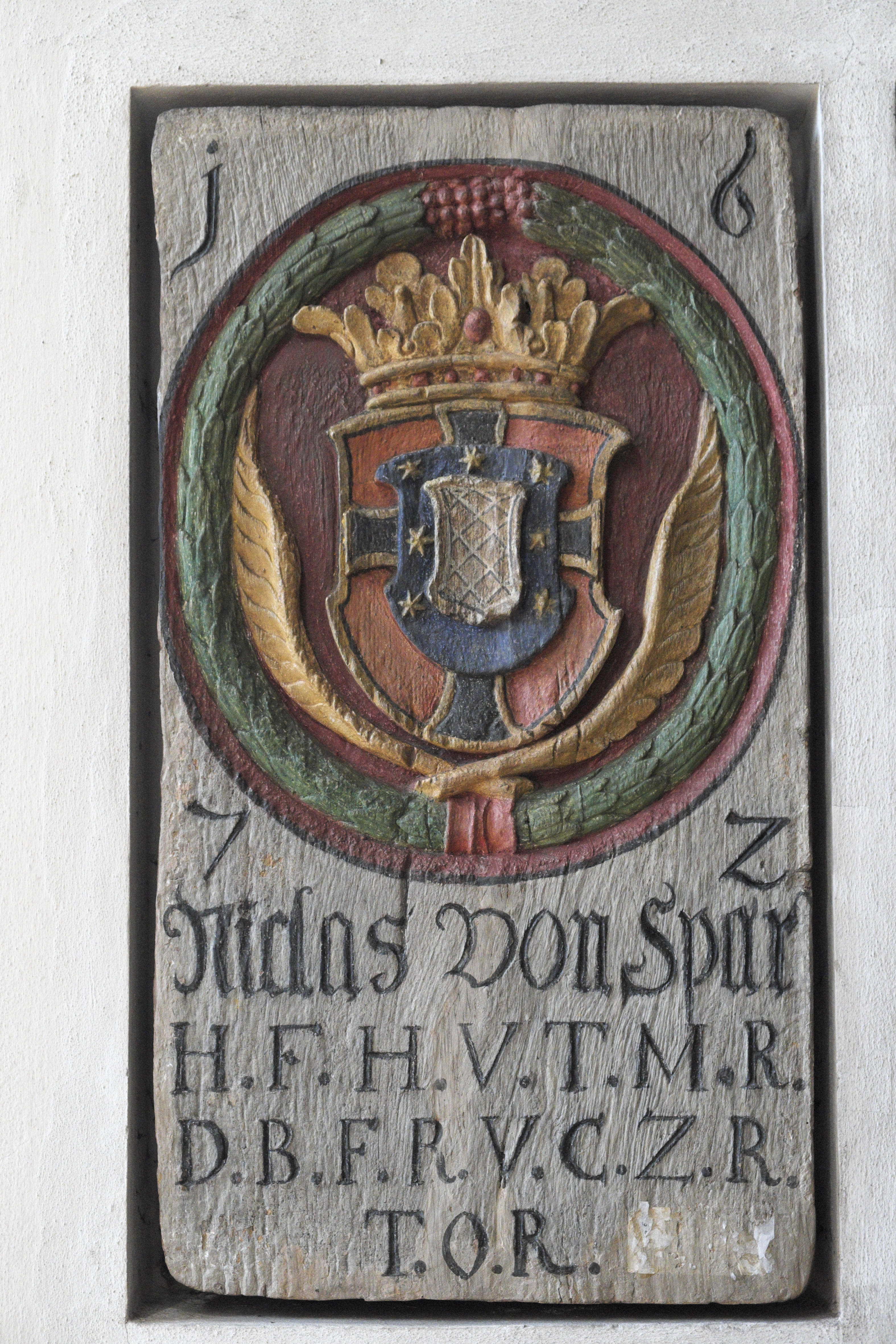
Wappentafel für Nikolaus von Sparr in der Wallfahrtskirche Maria Birnbaum

Nikolaus von Sparr († 22. Juni 1684 in Heilbronn) war Ritter des Deutschen Ordens.

## Leben
Seine Eltern waren der kurkölner Geheime Rat Rudolf von Sparr († 1639) und der Anna Catharina von Partenheim (* 1601).
Er wurde 1664 Trappier des Deutschen Ordens in Mergentheim. Als Nachfolger von Johann Wilhelm von Zocha war er ab 1667 Deutschordenskomtur auf Schloss Horneck. Von 1670 bis 1676 war er Komtur von Blumenthal. Von 1671 bis 1679 war er Landkomtur von Thüringen. Von 1679 bis 1684 war er Komtur in Heilbronn. Nach seinem Tod war ab 1685 Adam Maximilian von Ow der Komtur von Heilbronn.
In der Wallfahrtskirche des Maria Birnbaum ist eine Wappentafel für Nikolaus von Sparr mit der Jahreszahl 1672 angebracht.